# 茨城県道359号茨城空港線

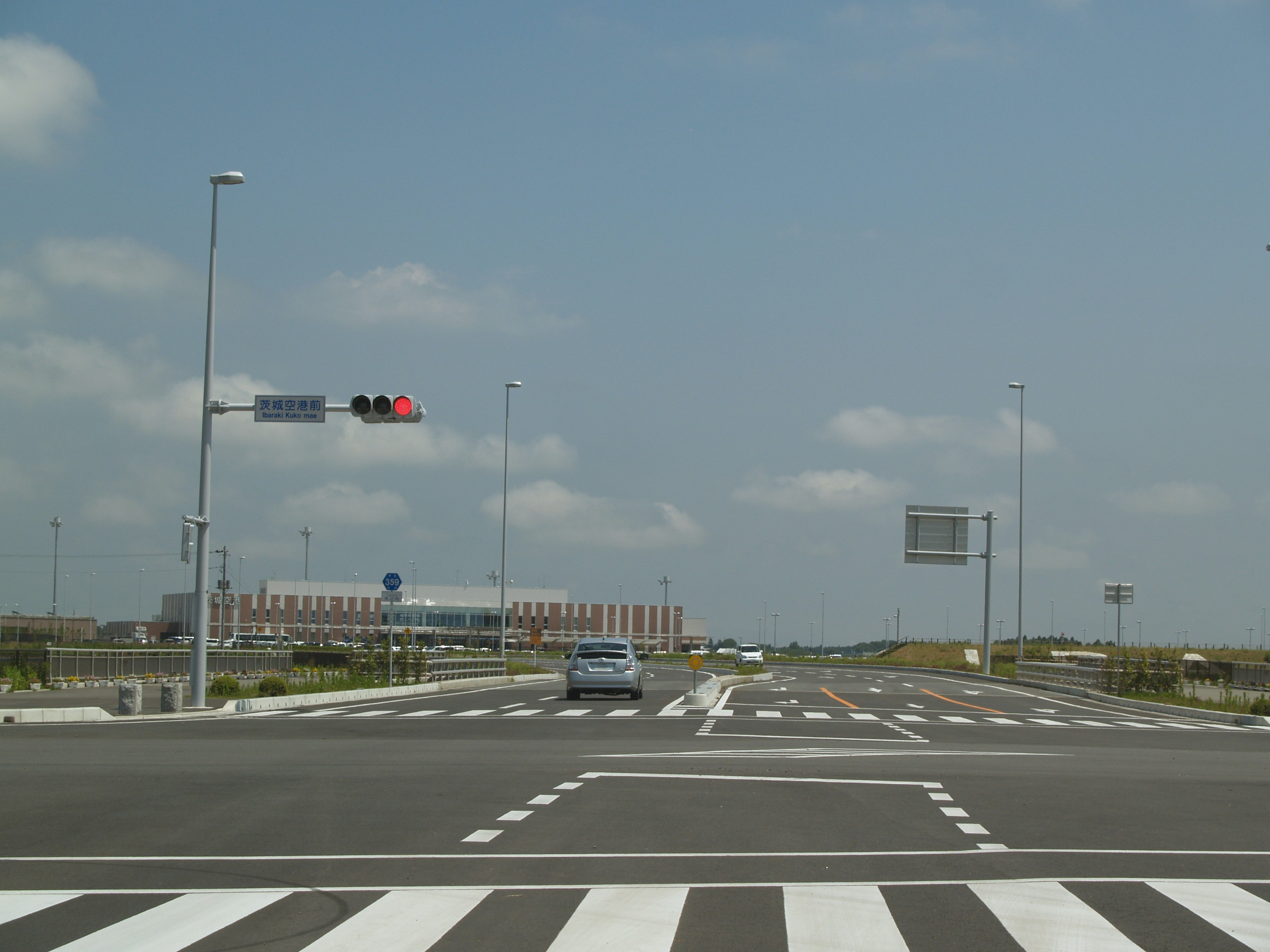
茨城県道359号茨城空港線
（2010年6月）
正面に茨城空港ターミナルビルが見える

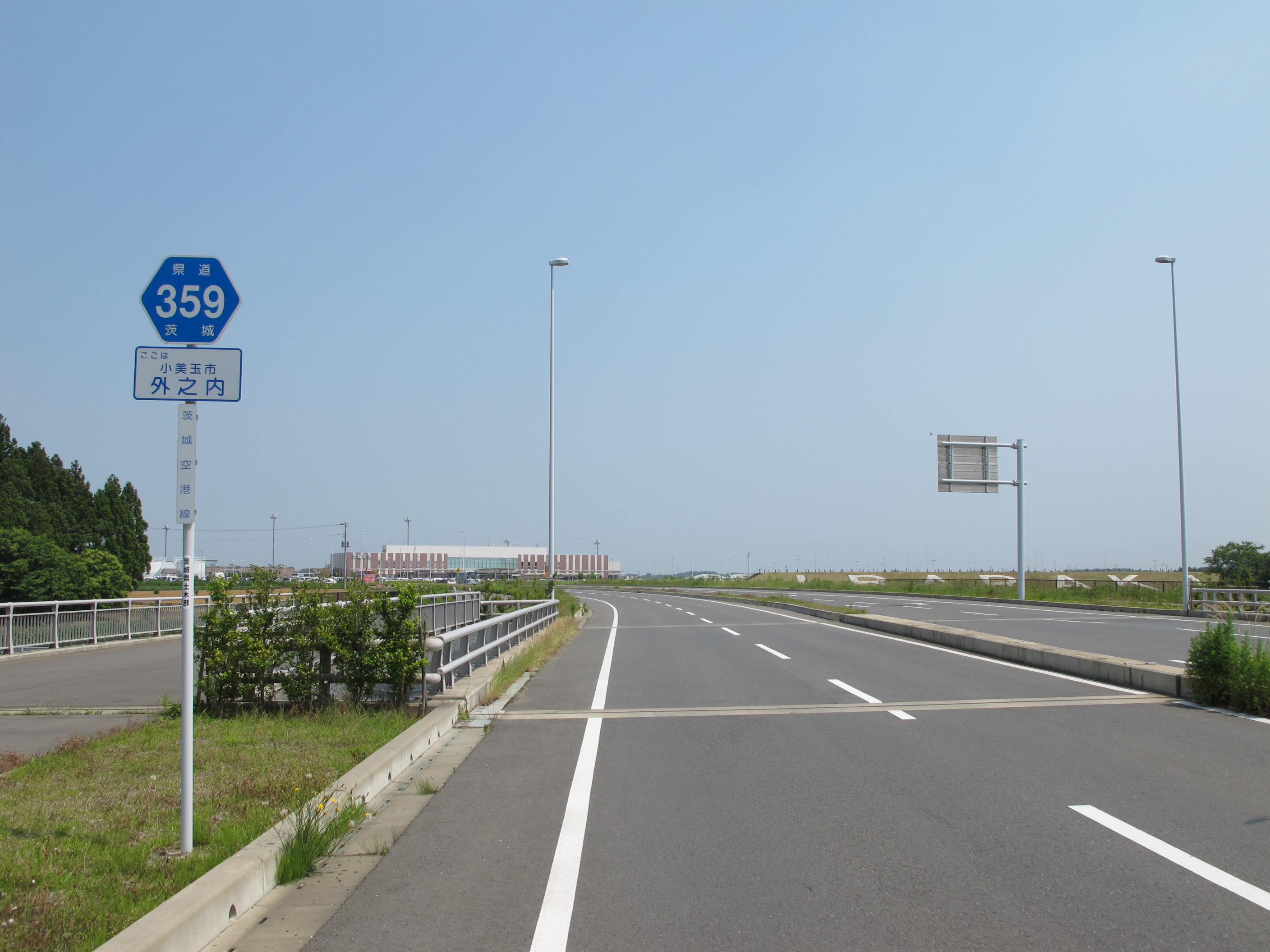
小美玉市外之内（2014年5月）

茨城県道359号茨城空港線（いばらきけんどう359ごう いばらきくうこうせん）は、茨城県小美玉市の茨城空港に接続する一般県道である。

## 概要
茨城空港ターミナルビル前から小美玉市野田を通る茨城県道144号紅葉石岡線まで南北に結ぶ延長約2.8キロメートル (km) の一般県道で、茨城空港のエントランス道路である。

### 路線データ
- 起点 : 茨城県小美玉市与沢（茨城空港）
- 終点 : 茨城県小美玉市川戸（茨城県道144号紅葉石岡線交点）
- 総延長：2.827 km[1]
- 重用延長：なし[1]
- 未供用延長：なし[1]
- 実延長：2.827 km[1]
- 自動車交通不能区間延長[注釈 1]：なし[1]

## 歴史
2001年（平成13年）12月13日、百里飛行場を起点とし、東茨城郡小川町を終点とする一般県道百里飛行場線（整理番号359）として路線認定され、茨城空港（百里飛行場）への連絡道路として2004年着工により建設された。茨城空港開港に先駆けて2010年（平成22年）2月16日に暫定2車線にて開通。同年3月11日に茨城空港開港と同時に、路線名称を茨城空港線へ改称した。

### 年表
- 2001年（平成13年）12月13日 : 茨城県道359号百里飛行場線として路線認定[2]。
- 2003年（平成15年）6月30日 : 道路建設工事をする道路区域（東茨城郡小川町大字与沢から同郡同町大字野田まで、延長2.828 km）が決定する[3]。
- 2004年（平成16年）12月21日 : 工事着工。
- 2010年（平成22年）
  - 2月12日 : 道路の区域（小美玉市大字与沢から同市大字野田まで、延長2.839 km）が変更される[4]。
  - 2月16日 : 供用開始[5]。
  - 3月11日 : 路線名を茨城県道359号茨城空港線に改称[6]。
- 2019年（令和元年）7月31日：全線を、通行する車両の高さの最高限度4.1 mの道路、および国際コンテナ車[注釈 2]の重量・長さ上限を引き上げる道路に指定[7]。

## 路線状況

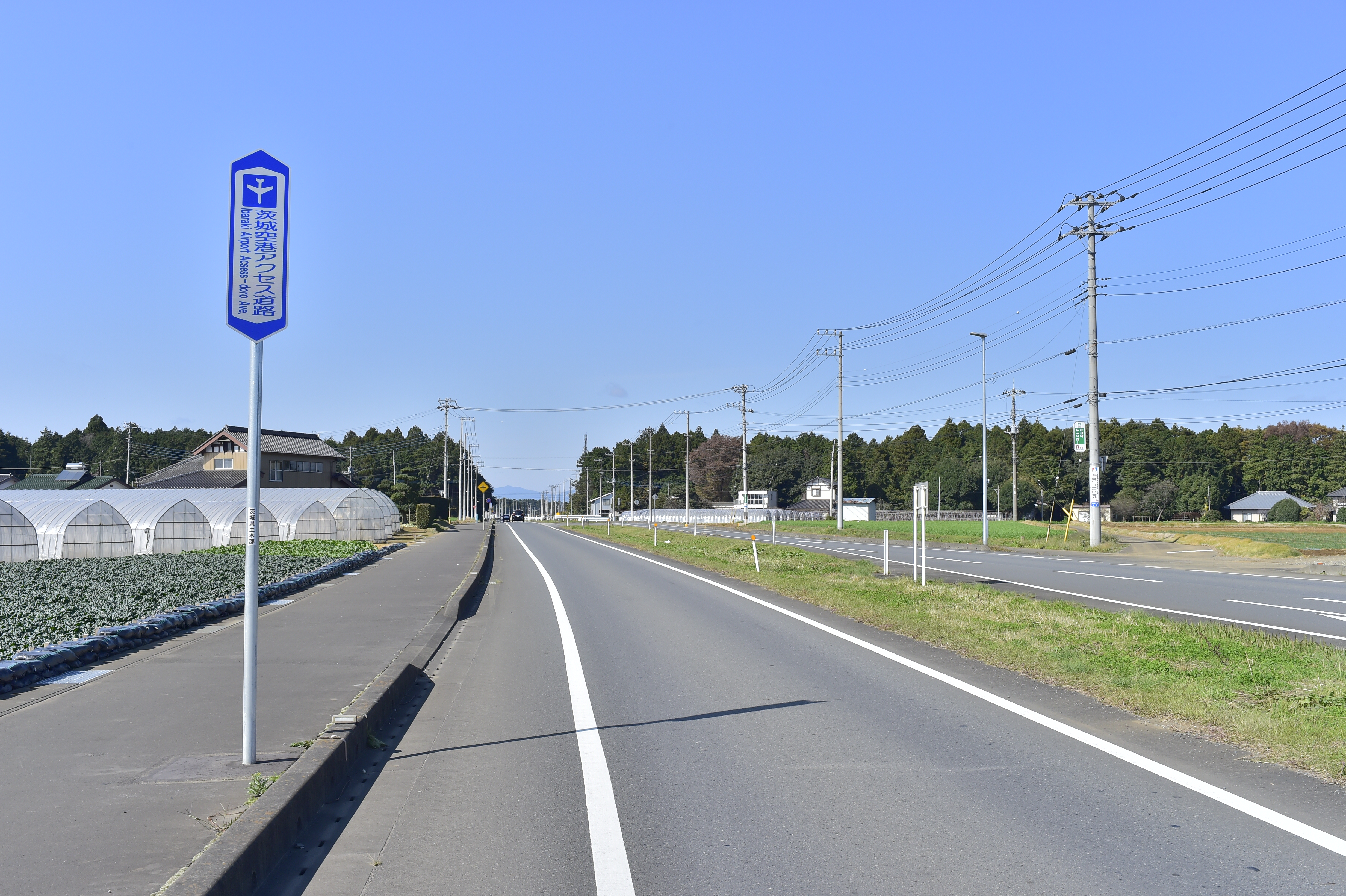
道路愛称名「茨城空港アクセス道路」の標識と県道茨城空港線
（小美玉市山野：2021年11月）

道路法の規定に基づき、小美玉市与沢（茨城空港） - 同市野田（川戸西交差点）間は、緊急輸送道路として機能を維持するため、災害発生時の被害拡大防止を目的に道路用地内に電柱を建てることが制限されている。

### 道路施設
- 北山橋（北山池、小美玉市与沢）
- 川戸橋（梶無川、小美玉市川戸）

## 地理
地形は平坦な台地で、周辺はニラ畑と農家が点在するのどかな風景が広がる。線形は終点付近のみ緩やかなカーブを描くが、その他はほぼ直線で見通しは良い。

### 通過する自治体
- 茨城県小美玉市

### 交差する道路
- 茨城県道360号大和田羽生線（茨城県小美玉市与沢・茨城空港前交差点）
- 茨城県道144号紅葉石岡線（茨城県小美玉市野田/川戸・川戸西交差点）

### 沿線
- 航空自衛隊百里基地（茨城空港・百里飛行場）
- 空のえきそ・ら・ら（小美玉市山野）
- 小美玉市立小川北中学校（小美玉市川戸）